# Anolis kunayalae
Anolis kunayalae este o specie de șopârle din genul Anolis, familia Polychrotidae, descrisă de Hulebak, Poe, Ibánez și Williams în anul 2007. Conform Catalogue of Life specia Anolis kunayalae nu are subspecii cunoscute.